# El sueño de una noche de verano (ballet)
El sueño de una noche de verano es un ballet fantástico en un acto con coreografía de Marius Petipa. Esta coreografía fue creada en 1876 sobre la obra musical de Felix Mendelssohn (1843) e inspirada en la obra teatral de William Shakespeare El sueño de una noche de verano (A Midsummer Night's Dream). La primera representación del ballet tuvo lugar en el Palacio Peterhof (San Petersburgo) el 14 de julio de 1876, con música adicional de Ludwig Minkus.
En 1866, Petipa había creado Titania, ballet de un acto con base a la obra de William Shakespeare A Midsummer Night's Dream, con la música de Felix Mendelssohn , arreglada por Cesare Pugni. Diez años después, Petipa creó otra adaptación de la obra de hadas de Shakespeare, bajo su título original El sueño de una noche de verano. Para esta creación, aunque mantuvo la música de Mendelssohn, solicitó a Ludwig Minkus que realizara algunas adaptaciones y creara algunos números musicales nuevos. El libreto estuvo a cargo del mismo Petipa.

## Otras versiones
- 1906: Michel Fokine remontar el ballet Petipa para los alumnos del Teatro Imperial de San Petersburgo
- 1962: George Balanchine crea Sueño de una noche de verano para el New York City Ballet
- 1964: Frederick Ashton crea El sueño para el Royal Ballet
- 1977: John Neumeier crea Sueño de una noche de verano para el Ballet de Hamburgo (versión representada en la Ópera de París en 1982)
- 1985: Pierre Lacotte remonta el ballet original para la Ópera de París.
- 2005: Jean-Christophe Maillot, lo crea para los Ballet de Montecarlo